# Ali de Vries
Pour les articles homonymes, voir de Vries.
Alida Elisabeth Christina Gerritsen-de Vries, née Ali de Vries, (9 août 1914 à Le Helder - 20 janvier 2007 à Amsterdam), était une athlète néerlandaise. Elle fit partie du relais 4 × 100 mètres néerlandais avec Kitty ter Braak, Fanny Blankers-Koen et Lies Koning qui termina cinquième en 48,8 s. lors de la finale olympique des Jeux olympiques d'été de 1936 à Berlin. Elle fut également championne des Pays-Bas sur 200 mètres en 1941.